# Wimbledon 2017 (turniej legend mężczyzn)
Wimbledon 2017 – turniej legend mężczyzn – zawody deblowe legend mężczyzn, rozgrywane w ramach trzeciego w sezonie wielkoszlemowego turnieju tenisowego, Wimbledonu. Zmagania miały miejsce pomiędzy 11 a 16 lipca na trawiastych kortach All England Lawn Tennis and Croquet Club w London Borough of Merton – dzielnicy brytyjskiego Londynu.

## Drabinka

#### Klucz
- w/o – walkower
- k – krecz
- d – dyskwalifikacja
- Q – kwalifikant
- WC – dzika karta
- LL – szczęśliwy przegrany
- Alt – zawodnik zastępczy
- PR – ochrona rankingu
- SE – specjalna przepustka
- ITF – ranking ITF
- JE – ranking juniorski

### Faza finałowa
|  |       |                                   |   |   |  |
|  | Finał |                                   |   |   |  |
|  |       |                                   |   |   |  |
|  |       |                                   |   |   |  |
|  |       |                                   |   |   |  |
|  | A3    | Lleyton Hewitt Mark Philippoussis | 6 | 6 |  |
|  | A3    | Lleyton Hewitt Mark Philippoussis | 6 | 6 |  |
|  | B3    | Justin Gimelstob Ross Hutchins    | 3 | 3 |  |
|  | B3    | Justin Gimelstob Ross Hutchins    | 3 | 3 |  |
|  |       |                                   |   |   |  |

### Faza początkowa

#### Grupa A
|    |                                              | Jamie Baker Colin Fleming    | Mansur Bahrami Arnaud Clément Michaël Llodra | Lleyton Hewitt Mark Philippoussis  | Greg Rusedski Fabrice Santoro      | Mecze W–L | Sety W–L | Gemy W–L   | Miejsce |
| A1 | Jamie Baker Colin Fleming                    |                              | 4:6, 4:6 (11 lipca, Clément)                 | 6:4, 2:6, 6–10 (13 lipca)          | 6:7(3), 5:7 (15 lipca)             | 0–3       | 1–6      | 27–37      | 3.      |
| A2 | Mansur Bahrami Arnaud Clément Michaël Llodra | 6:4, 6:4 (11 lipca, Clément) |                                              | 4:6, 6:4, 7–10 (15 lipca, Bahrami) | 4:6, 6:3, 7–10 (13 lipca, Bahrami) | 0–2 1–0   | 2–4 2–0  | 20–21 12–8 | 4. X    |
| A3 | Lleyton Hewitt Mark Philippoussis            | 4:6, 6:2, 10–6 (13 lipca)    | 6:4, 4:6, 10–7 (15 lipca, Bahrami)           |                                    | 4:6, 7:5, 15–13 (12 lipca)         | 3–0       | 6–3      | 34–29      | 1.      |
| A4 | Greg Rusedski Fabrice Santoro                | 7:6(3), 7:5 (15 lipca)       | 6:4, 3:6, 10–7 (13 lipca, Bahrami)           | 6:4, 5:7, 13–15 (12 lipca)         |                                    | 2–1       | 5–3      | 35–33      | 2.      |

#### Grupa B
|    |                                      | Mario Ančić Jamie Delgado    | Thomas Enqvist Thomas Johansson | Justin Gimelstob Ross Hutchins | Fernando González Sébastien Grosjean | Mecze W–L | Sety W–L | Gemy W–L | Miejsce |
| B1 | Mario Ančić Jamie Delgado            |                              | 7:5, 4:6, 13–11 (12 lipca)      | 2:6, 5:7 (13 lipca)            | 6:7(3), 6:4, 6–10 (15 lipca)         | 1–2       | 3–5      | 31–36    | 3.      |
| B2 | Thomas Enqvist Thomas Johansson      | 5:7, 6:4, 11–13 (12 lipca)   |                                 | 6:4, 6:3 (14 lipca)            | 7:6(4), 3:6, 11–13 (13 lipca)        | 1–2       | 4–4      | 33–32    | 4.      |
| B3 | Justin Gimelstob Ross Hutchins       | 6:2, 7:5 (13 lipca)          | 4:6, 3:6 (14 lipca)             |                                | 6:3, 7:5 (12 lipca)                  | 2–1       | 4–2      | 33–27    | 1.      |
| B4 | Fernando González Sébastien Grosjean | 7:6(3), 4:6, 10–6 (15 lipca) | 6:7(4), 6:3, 13–11 (13 lipca)   | 3:6, 5:7 (12 lipca)            |                                      | 2–1       | 4–4      | 33–35    | 2.      |

## Pula nagród
| Runda                    | Pieniądze (£) |
| Zwycięzcy                | 23 000        |
| Finaliści                | 20 000        |
| Drugie miejsce w grupie  | 17 000        |
| Trzecie miejsce w grupie | 17 000        |
| Czwarte miejsce w grupie | 17 000        |